# Episodi di Squadra emergenza (serie televisiva 1972) (quinta stagione)
La quinta stagione della serie televisiva Squadra emergenza è stata trasmessa in anteprima negli Stati Uniti dalla NBC tra il 13 settembre 1975 e il 6 marzo 1976.
| nº | Titolo originale             | Titolo italiano | Prima TV USA      | Prima TV Italia |
| -- | ---------------------------- | --------------- | ----------------- | --------------- |
| 1  | The Stewardess               |                 | 13 settembre 1975 |                 |
| 2  | The Old Engine Cram          |                 | 20 settembre 1975 |                 |
| 3  | Election                     |                 | 27 settembre 1975 |                 |
| 4  | Equipment                    |                 | 4 ottobre 1975    |                 |
| 5  | The Inspection               |                 | 11 ottobre 1975   |                 |
| 6  | The Indirect Method          |                 | 18 ottobre 1975   |                 |
| 7  | Pressure 165                 |                 | 25 ottobre 1975   |                 |
| 8  | One of Those Days            |                 | 1º novembre 1975  |                 |
| 9  | The Lighter-Than-Air Man     |                 | 15 novembre 1975  |                 |
| 10 | Simple Adjustment            |                 | 15 novembre 1975  |                 |
| 11 | Tee Vee                      |                 | 29 novembre 1975  |                 |
| 12 | On Camera                    |                 | 6 dicembre 1975   |                 |
| 13 | Communications               |                 | 13 dicembre 1975  |                 |
| 14 | To Buy or Not to Buy         |                 | 20 dicembre 1975  |                 |
| 15 | Right at Home                |                 | 10 gennaio 1976   |                 |
| 16 | The Girl on the Balance Beam |                 | 17 gennaio 1976   |                 |
| 17 | Involvement                  |                 | 24 gennaio 1976   |                 |
| 18 | Above and Beyond... Nearly   |                 | 31 gennaio 1976   |                 |
| 19 | Grateful                     |                 | 7 febbraio 1976   |                 |
| 20 | The Great Crash Diet         |                 | 21 febbraio 1976  |                 |
| 21 | The Tycoons                  |                 | 28 febbraio 1976  |                 |
| 22 | The Nuisance                 |                 | 6 marzo 1976      |                 |